# بالکنچان
بالکنچان (به اسپانیایی: Balconchán) یک دهستان در اسپانیا است که در استان ساراگوسا واقع شده‌است. بالکنچان ۱۹ کیلومتر مربع مساحت و ۱۸ نفر جمعیت دارد.